# Allocnemis nigripes
Allocnemis nigripes – gatunek ważki z rodziny pióronogowatych (Platycnemididae). Występuje w Afryce Subsaharyjskiej – od Angoli i południowej Demokratycznej Republiki Konga na północ po południowo-wschodnią Nigerię i Ugandę.